# ديتريش لومان
ديتريش لومان (بالألمانية: Dietrich Lohmann)‏ هو مصور سينمائي ألماني، ولد في 9 مارس 1943 في Schnepfenthal ‏ في ألمانيا، وتوفي في 13 نوفمبر 1997 في دوارتي في الولايات المتحدة بسبب ابيضاض الدم.

## وصلات خارجية
- ديتريش لومان على موقع IMDb (الإنجليزية)
- ديتريش لومان على موقع ألو سيني (الفرنسية)
- ديتريش لومان على موقع أول موفي (الإنجليزية)
- ديتريش لومان على موقع قاعدة بيانات الأفلام السويدية (السويدية)
- ديتريش لومان على موقع قاعدة بيانات الفيلم (الإنجليزية)
- ديتريش لومان على موقع كينوبويسك (الروسية)